# Joch
Joch település Franciaországban, Pyrénées-Orientales megyében. Lakosainak száma 396 fő (2022. január 1.). Joch Vinça, Rigarda, Glorianes és Finestret községekkel határos.

## Földrajz

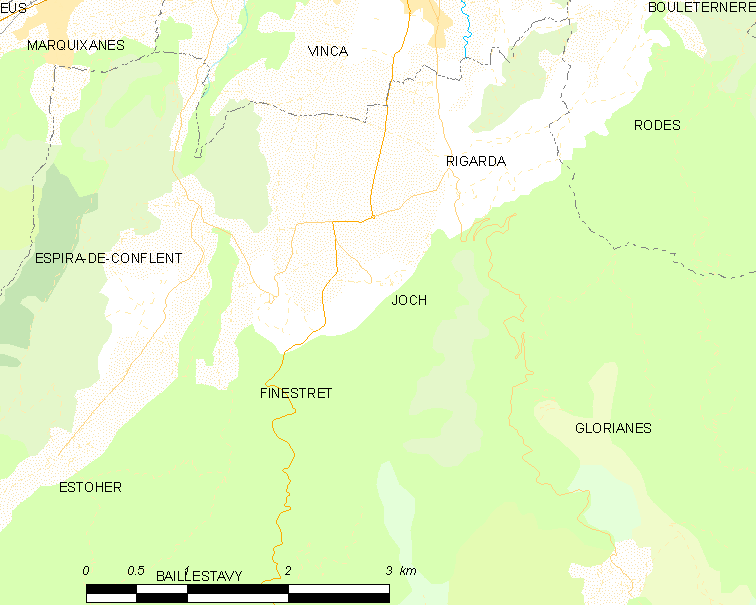
Joch és környéke

## Népesség
A település népességének változása:
| Lakosok száma | 253  | 268  | 271  | 265  | 294  | 321  | 349  | 367  | 396  |
|               | 2013 | 2015 | 2016 | 2017 | 2018 | 2019 | 2020 | 2021 | 2022 |